# Energía eólica en Brasil
El primer aerogenerador de Brasil se instaló en Fernando de Noronha en 1992. Dos años más tarde, entró en operaciones la primera central eólica conectada al sistema eléctrico integrado del país, en la ciudad de Gouveia - MG, en el Valle de Jequitinhonha. En la década siguiente, el gobierno creó el Programa de Incentivos a las Fuentes Alternativas de Energía Eléctrica (Proinfa) para incentivar el uso de otras fuentes renovables, como la eólica, la biomasa y las Pequeñas Centrales Hidroeléctricas (PCH). Estas estaciones pueden utilizar energía hidroeléctrica, el buque insignia de la matriz energética de Brasil, que comprende alrededor de las tres cuartas partes de la capacidad energética instalada de Brasil.

## Potencial

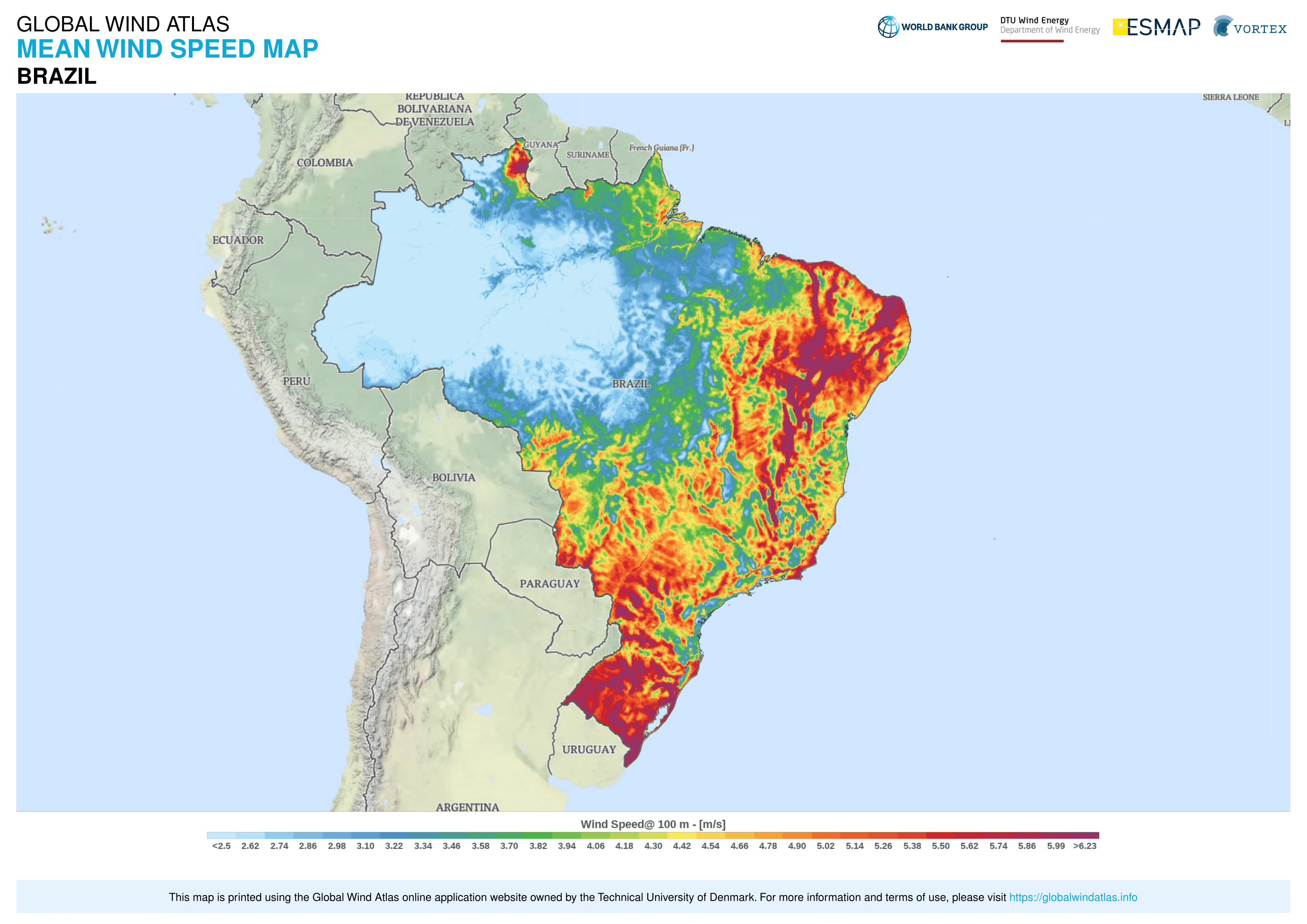
Velocidad media del viento en Brasil.

El potencial de generación de energía eólica terrestre en Brasil se estima en alrededor de 500 gigavatios (GW), más de tres veces más que el parque nacional de generación de electricidad en 2018, incluidas todas las fuentes disponibles, como energía hidráulica, biomasa, gas natural, petróleo, carbón y nuclear. 
Ese año, la capacidad de generación instalada totalizó 162,5 GW, según la Agencia Nacional de Energía Eléctrica (Aneel) y los parques eólicos sumaron 14,2 GW. El potencial de los vientos es más intenso de junio a diciembre, coincidiendo con los meses de menor precipitación en el Nordeste del país lo que sitúa al viento como una potencial fuente complementaria de energía generada por la hidroelectricidad en esta región del país.
El desarrollo de estas fuentes de energía eólica en Brasil está ayudando al país a lograr sus objetivos estratégicos de aumentar la seguridad energética, reducir las emisiones de gases de efecto invernadero y crear empleos. El potencial de generación de este tipo de energía en Brasil podría alcanzar hasta 145.000 MW, según el Informe de Potencial Eólico 2001 del Centro de Investigaciones en Energía Eléctrica (Cepel).

## Potencia instalada
La energía eólica en Brasil  tenía una capacidad instalada de 23.3 GW en octubre de 2022 (superior a la de la Usina de Itaipú, que tiene 14 GW instalados). En 2021, Brasil fue el 7º país del mundo en términos de capacidad instalada de energía eólica (21 GW) y el 4º país que más produjo energía eólica (72 TWh), solo por detrás de China, Estados Unidos y Alemania. A finales de 2021 había más de 750 parques eólicos y más de 10.000 aerogeneradores, equivalentes al 10,95% de la capacidad energética instalada en el país .
Los principales productores de energía eólica en Brasil, en mayo de 2022, fueron: Rio Grande do Norte, con 6.764 MW y 222 parques; Bahía, con 6.011 MW y 230 parques; Ceará, con 2.506 MW y 99 parques; Piauí, con 2.437 MW y 83 parques; Rio Grande do Sul, con 1.835 MW y 81 parques; Pernambuco, con 899 MW y 37 parques; Paraíba, con 628 MW y 30 parques; Maranhão, con 426 MW y 16 parques, y Santa Catarina, con 250 MW y 18 parques.

### Evolución del potencial instalado
La evolución del potencial instalado en el país puede ser apreciada en la siguiente tabla.

## Mayores parques eólicos
Están listados abajo solamente los parques eólicos con más de 300 MW instalados.

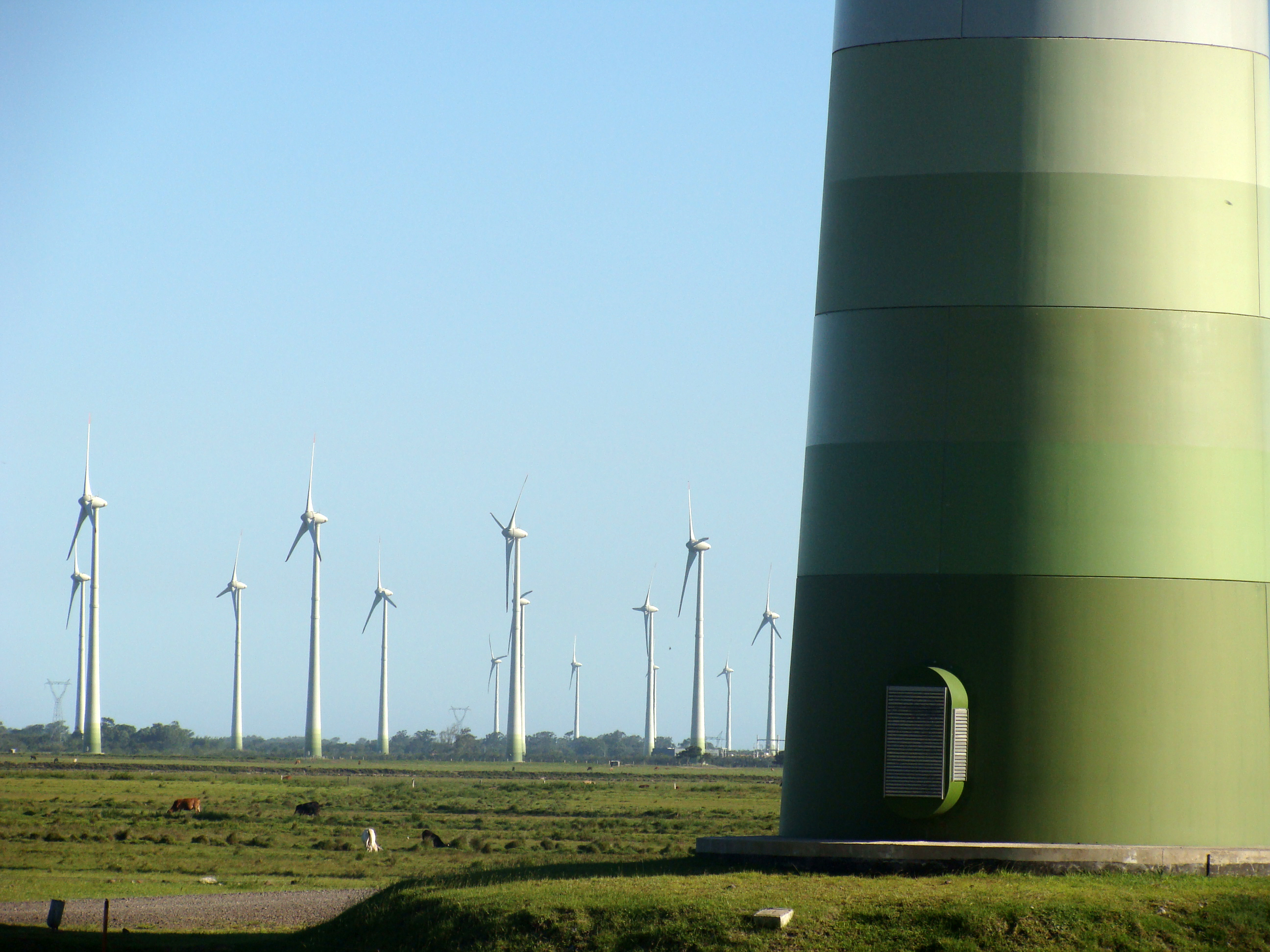
Parque eólico Osório en Rio Grande do Sul, la energía eólica representa el 8,4% de la energía producida en el país.

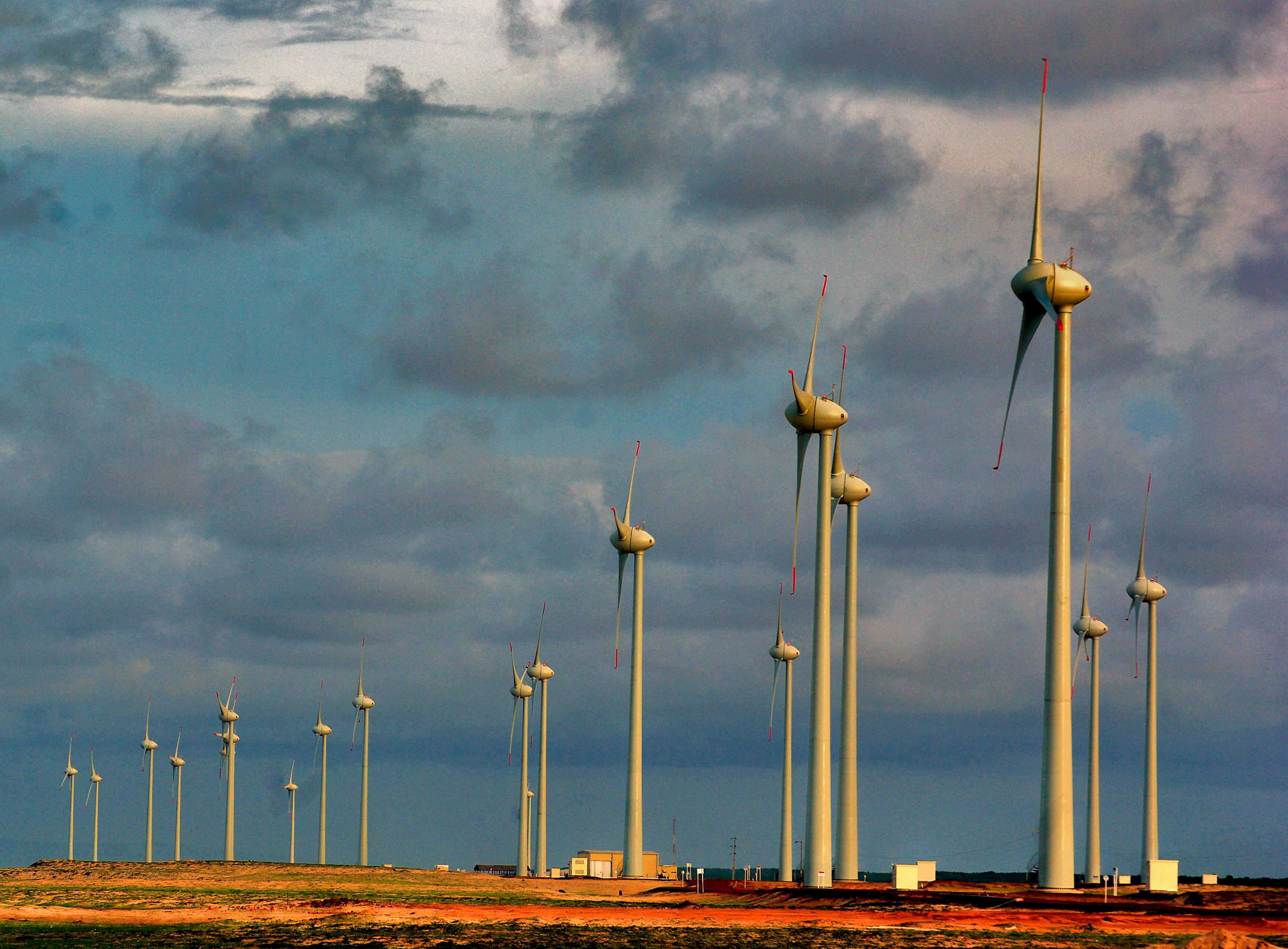
Aerogeneradores en Parnaíba, Piauí.

     Operativo     En construcción o planteamiento
| Nome                                    | Capacidade instalada (MW) | Estado               |
| --------------------------------------- | ------------------------- | -------------------- |
| Complejo Eólico Oitis                   | 566,5                     | Bahía / Piauí        |
| Complejo eólico Morro do Chapéu Sul II  | 353                       | Bahía                |
| Complejo eólico Alto Sertão II          | 386,10                    | Bahía                |
| Parque Eólico São Vitor                 | 465                       | Bahía                |
| Conjunto Eólico Campo Largo II          | 361,2                     | Bahía                |
| Parque eólico Babilônia                 | 360                       | Bahía                |
| Conjunto Eólico Umburanas               | 360                       | Bahía                |
| Complejo Eólico Assuruá                 | 353                       | Bahía                |
| Complejo Eólico Folha Larga Norte       | 344                       | Bahía                |
| Complejo eólico Ventos de Santa Eugênia | 342                       | Bahía                |
| Conjunto Eólico Campo Largo I           | 326,7                     | Bahía                |
| Complejo eólico Tucano                  | 322                       | Bahía                |
| Complejo Eólico Marítimo Asa Branca     | 400                       | Ceará                |
| Complejo Eólico Chafariz                | 471                       | Paraíba              |
| Complejo eólico Lagoa dos Ventos        | 1112                      | Piauí                |
| Complejo eólico Rio do Vento            | 1038                      | Río Grande del Norte |
| Conjunto Eólico Santo Agostinho         | 434                       | Río Grande del Norte |
| Complejo eólico do Chuí                 | 582                       | Río Grande del Sur   |